# Treeing walker coonhound
Treeing walker coonhound – jedna z ras psów, należąca do grupy psów gończych, niezarejestrowana przez FCI.

## Krótki rys historyczny
Rasa powstała w XIX wieku w wyniku skrzyżowania foxhoundów sprowadzonych do Wirginii w 1742 roku z psem o imieniu Tennessee Lead, któremu zawdzięcza większą szybkość od innych psów ras coonhound. Do 1945 roku treeing walker nie był uznawany za odrębną rasę.

## Użytkowość
Pies ten wykorzystywany jest przy polowaniach na szopy, wiewiórki i oposy. Podobnie jak black and tan coonhound potrafi zmusić szopa do ucieczki na drzewo. Nazwa treeing nawiązuje do charakterystycznej cechy tych psów: po zagonieniu zwierzyny na drzewo próbują się na nie wdrapać.

## Charakter i temperament
Pies energiczny i inteligentny.

## Wygląd
Umaszczenie najczęściej tricolor, ale może być również dwukolorowe: czerwone z białym, czekoladowo-białe i biało-złote. Barwy są wyraźnie wyodrębnione. Sierść jest krótka, gładka i lśniąca. Długa, smukła kufa, szerokie zwisające uszy, szeroko rozwarte nozdrza. Proste przednie nogi, muskularny tył, stopy zwarte o grubych podeszwach.